# El Valle de Antón
El Valle de Antón es un pueblo ubicado en el área nororiental del corregimiento del mismo nombre, en la provincia de Coclé, Panamá. Es una villa campestre turística de 7602 habitantes (2000) en la provincia de Coclé, Panamá.Población. 
Un cráter de tres millas que se creó cuando se explotó la cima del volcán hace 5 millones de años.

## Localización
Se encuentra a tan sólo dos horas desde la Ciudad de Panamá, por la carretera Panamericana. Está limitado al norte con el Cerro Pajita, Gaital y Cara Coral con alturas de 1000 m s. n. m., hacia el sur el Cerro Cara Iguana y Cerro Guacamaya (Cerro la Huaca) con 800 m s. n. m.; al oeste la India Dormida; y al este Cerro Tagua con 800 m s. n. m.
Sus coordenadas geográficas son: 8°36′3″ N 80°7′49″ 0. 

## Formación Geológica
- El Valle de Antón es el segundo cráter volcánico más grande del mundo.
- Con el tiempo, la lluvia acumulada en el cráter erosionó el terreno, formando el valle.
- El complejo del domo de lava incluye los picos de Cerro Pajita, Cerro Gaital y Cerro Caracoral.

## Poblado
El Valle tiene una carretera principal, llamada avenida Central o la calle central, que corre Este-Oeste a través del poblado. Un importante punto es el mercado público de domingo, que es visitado por los panameños que viven en la región. El Valle tiene un museo pequeño, así como un pequeño zoológico y un serpentario, y un jardín que exhibe 100 especies de orquídeas de la localidad.
El pueblo es una popular salida para el fin de semana para los residentes de Ciudad de Panamá. Las actividades populares en el área incluyen camping en áreas establecidas, caminar, paseo a caballo.
El pueblo está a 27 kilómetros de la carretera interamericana. Los autobuses a la Ciudad de Panamá son frecuentes y toman aproximadamente 2 horas.
Página Oficial del Valle de Antón https://www.visitcraterpanama.com/

## Flora y Fauna
Este lugar es conocido por su clima fresco y primaveral durante todo el año y se eleva a 600 m sobre el nivel del mar con un clima alrededor de los 19 °C. La estación seca se inicia a mediados de diciembre y dura hasta finales de abril. En esta temporada el clima es soleado y muy ventoso. La temporada de lluvias es también llamada la temporada verde en esta temporada la naturaleza se muestra en su mejor experiencia. Los meses con mayor cantidad de lluvia son octubre y noviembre. 
La flora y fauna abundante en la región invitan a la contemplación de infinidad de aves y plantas donde se destacan las orquídeas, rosas y helechos, así como especies endémicas como las ranas doradas y los árboles cuadrados.

## Costumbre y Tradiciones
- Celebración del 19 de marzo, en honor al santo San José del Valle de Antón.
- Festival Artesanal en el mes de Marzo.
- Desfiles Patrios.
- Semana del Campesino.
- Festival de la Rana Dorada especie endémica del lugar y en peligro de extinción.
- Semana Santa.
- Festival del Chayote

## Atractivo turísticos
1. Zoológico El Níspero
2. La India Dormida
3. Chorro El Macho
4. Chorro Las Mozas
5. Cerro Gaital y Mirador
6. El Mariposario
7. Serpentario
8. Sendero de la Piedra Pintada
9. Los Pozos Termales
10. Cerro Cariguana
11. Mercado de Artesanías
12. Centro de Visitantes

## Puntos de interés
- Debido a su elevación alrededor de 600 m s. n. m. tiene un clima menos cálido que en las tierras costeras. Las atracciones naturales cerca del El Valle incluyen la cascada El Macho, un grupo de pequeñas piscinas termales, un jardín zoológico llamado "El Nispero" que incluye unas colecciones de anfibios anuros . El área alrededor de la ciudad también se conoce por ser uno de los hábitats de la rana dorada panameña, especies endémicas en peligro de extinción. Algunos de los bosques alrededor de la ciudad son áreas protegidas.[4]

El Valle también es conocido como el lugar de la India Dormida, nombre dado a la forma de una montaña, porque presenta la forma de la figura de una mujer acostada boca arriba y algunos escritores lo consideran como un Santuario para la meditación.

### Volcán
Según los geólogos El Valle es un cráter o una caldera de un volcán, razón por la cual en sus alrededores está limitado al norte con el cerro Pajita, Gaital y Cara Coral con alturas de 1000 m s. n. m., hacia el sur el cerro Cara Iguana y cerro Guacamaya (cerro La Huaca) con 800 m s. n. m.; al oeste la India Dormida; y al este cerro Tagua con 800 m s. n. m.[cita requerida]